# Grand Rocher
Cet article concerne la montagne de la chaîne de Belledonne. Pour le Grand Rocher du zoo de Paris, voir Parc zoologique de Paris.
Le Grand Rocher est un sommet de la chaîne de Belledonne culminant à 1 926 m d'altitude, sur les crêtes du balcon ouest dominant le Grésivaudan, situé entre les communes de La Ferrière et de Theys en Isère.

## Géographie
Situé à quelques kilomètres au nord du domaine skiable des Sept Laux, il offre par beau temps un panorama sur le Vercors au sud-ouest (jusqu'au mont Aiguille), la Chartreuse au nord-ouest, les Bauges et Le Collet d'Allevard au nord, et la crête principale de la chaîne de Belledonne à l'est et au sud.
Il constitue de ce fait également un sommet prisé l'hiver par les randonneurs à ski et les pratiquants de raquette, à partir notamment du foyer de ski de fond associatif du Barioz.

## Accès
L'accès en randonnée se fait en 3 heures directement par un sentier de grande randonnée, le GRP du Balcon des Sept-Laux, à partir du col du Barioz et du crêt du Poulet au nord, ou bien depuis la station du Pleynet au sud.

## Zone naturelle protégée
Le Grand Rocher fait partie de la zone protégée des tourbières des Sept-Laux et du Crêt Luisard.

Vue depuis le sommet du Grand Rocher sur la vallée du Haut Bréda et la chaîne de Belledonne.